# Дідковичі (гміна)
Гміна Дідковичі (пол. Gmina Dziadkowice) — сільська гміна у східній Польщі. Належить до Сім'ятицького повіту Підляського воєводства.
Станом на 31 грудня 2011 у гміні жило 3003 особи.

## Територія
Згідно з відомостями за 2007 рік площа гміни становила 115.71 км², у тому числі:
- орні землі: 61.00 %
- ліси: 33.00 %

Отже площа гміни становить 7.93 % площі повіту.

## Населення
Станом на 31 грудня 2011:
| Опис     | Загалом | Загалом | Чоловіки | Чоловіки | Жінки | Жінки |
| -------- | ------- | ------- | -------- | -------- | ----- | ----- |
| одиниця  | осіб    | %       | осіб     | %        | осіб  | %     |
| все      | 3003    | 100     | 1528     | 50.88    | 1475  | 49.12 |
| міське   | 0       | 100     | 0        |          | 0     |       |
| сільське | 3003    | 100     | 1528     | 50.88    | 1475  | 49.12 |

## Сусідні гміни
Гміна Дідковичі межує з такими гмінами: Ботьки, Бранськ, Городиськ, Милейчиці, Сім'ятичі.